# Nowy Lubiaszów
Nowy Lubiaszów (dawn. Lubiaszów Nowy) – przysiółek wsi Lubiaszów w Polsce, położona w województwie łódzkim, w powiecie piotrkowskim, w gminie Wolbórz,  w granicach Sulejowskiego Parku Krajobrazowego. 
19 X 1933 utworzono gromadę Lubiaszów Nowy w granicach gmina Golesze. 15 XII 1937 do gromady Lubiaszów Nowy włączono obszar zniesionej gromady Lubiaszów Stary
W latach 1975–1998 miejscowość administracyjnie należała do województwa piotrkowskiego.